# Castor és Pollux temploma
Rómában a Forum Romanumon helyezkedik el az ókorból fennmaradt Castor és Pollux temploma. A Forum környezetét zárja be. Latin neve Templum (Aedes) Castorum vagy Castoris. 
Castor és Pollux – ahogy a rómaiak nevezték őket – a Dioszkuroszok nagy tiszteletnek örvendtek. A római mondák szerint ők segítették győzelemre a köztársaságot Lucius Tarquinius Superbus ellenében i. e. 496-ban.  

## Története
A Kr. előtt 484-ben felszentelt templomot a köztársaság alatt többször javították, i. sz. 6-ban Augustus uralkodása alatt Tiberius saját maga és testvére, Drusus tiszteletére pompásan újra építtette. Caligula összekapcsolta a szomszédos Palatinusszal, hogy benne magát a Dioszkuroszok között imádtassa. Hadrianus oly pazar fénnyel restauráltatta, hogy Castor temploma lett a Forum egyik legremekebb épülete. 
A templomcsarnok több alkalommal is a szenátus üléseinek színtere volt. 
Ma már csak alapja és három korinthoszi oszlopa áll. Magas alapzatában hivatalos helyiségek (mértékhitelesítő hivatal) voltak. 
Szomszédságában 1900 folyamán ásták ki Juturna tavát, továbbá oltárát, kútját és sacellumát, amelyek körül más gyógyító istenségek tiszteletére mutató emlékek is napfényre kerültek.